# الحرس الجمهوري العراقي
الحرس الجمهوري العراقي، كان فرعًا من الجيش العراقي من عام 1969 إلى عام 2003، والذي كان موجودًا بشكل أساسي خلال رئاسة صدام حسين. وأصبح يعرف فيما بعد باسم فيلق الحرس الجمهوري، ثم قيادة قوات الحرس الجمهوري مع توسعته إلى فيلقين. تم حل الحرس الجمهوري في عام 2003 بعد غزو العراق من قبل التحالف الدولي بقيادة الولايات المتحدة.
كان الحرس الجمهوري عبارة عن قوات النخبة في الجيش العراقي التي تقدم تقاريرها مباشرة إلى صدام حسين، على عكس القوة شبه العسكرية كفدائيي صدام، أو الجيش العراقي النظامي. كانوا أفضل تدريبًا وانضباطًا وتجهيزًا ورواتبًا من الجنود العراقيين العاديين، يتلقون المكافآت والسيارات الجديدة والمساكن المدعومة.
تألف الحرس الجمهوري العراقي في عقد التسعينيات من فيلقين وكل فيلق يضم ثلاث فرق أي يضم الحرس الجمهوري ست فرق وهي قوات بغداد وقوات المدينة المنورة وقوات عدنان وقوات نبوخذ نصر وقوات النداء وقوات حمورابي.[بحاجة لمصدر]

## إنجازات
وقد شاركت هذه القوات بفعالية كبيرة في الحرب العراقية الإيرانية وكان لها الفضل في تحرير الأراضي العراقية التي أحتلتها إيران. وكذلك صد هجمات الجيش الإيراني كما شاركت هذه القوات في حرب الخليج الثانية ضد قوات التحالف الأمريكي البريطاني. واشتبكت معها في معركة حسمت تقدم قوات التحالف إلى عمق الأراضي العراقية وسميت المعركة حسب وصف قادة الألوية المدرعة الأمريكية والبريطانية بكيس الموت وتعتبر من أكبر معارك الدبابات في العصر الحديث حيث أعتمد العراقيون على هذه القوات في عمليات التمويه والتضليل ومن ثم الالتحام المباشر وتحييد عنصر التفوق لقوات التحالف وهو الطيران الحربي حيث ما زالت خسائر قوات التحالف من أسرار تلك الحرب.

## قادته

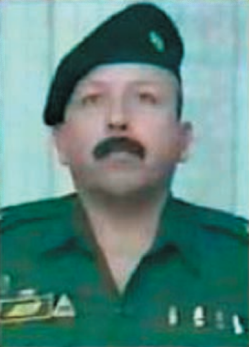
الفريق الركن رعد الحمداني قائد فيلق الحرس الجمهوري الثاني.

وكان آخر من ترأس الحرس الجمهوري الفريق الأول الركن سيف الدين الراوي وكان يشغل وقت الاجتياح الأمريكي للعراق منصب «رئيس أركان الحرس الجمهوري» وكان يقود الفيالق ضابطان يعدان من امهر القادة الذين انجبتهم القوات المسلحة العراقية فيقود فيلق الفتح المبين الفريق الركن رعد مجيد الحمداني بينما يقود فيلق الله أكبر الفريق الركن مجيد حسين الدليمي ويقود الحرس الخاص العميد برزان عبد الغفور المجيد.
بينما يتولى منصب امين عام الحرس الجمهوري العام والخاص الفريق الركن الدكتور كمال مصطفى عبد الله سلطان التكريتي ابن أخت علي حسن المجيد وأخو جمال مصطفى زوج حلا بنت الرئيس الراحل صدام حسين ويتولى الإشراف على أمانة سر الحرس الجمهوري قصي صدام حسين النجل الثاني لصدام وكان العميد الركن عبد السلام ياسين السعدي مديراً لمكتب المشرف على الحرس الجمهوري قصي صدام حسين.

## تميزهم
كان يسهل تميز عناصر الحرس الجهموري عن طريق شعار الحرس الجمهوري «المثلث الأحمر» المطرز على أكمام البدلة العسكرية.
كان يتولى الإشراف على الحرس الجمهوري قصي صدام حسين. وقد صنف الخبراء والمحللين العسكريين قوات الحرس الجمهوري بانها توازي في تدريبها المارينز الأمريكي والبارترز السوفييتية والـ s s جيستابو الألمانية في عهد هتلر.
وكان الرئيس العراقي صدام حسين يسمي الحرس الجمهوري بـ ((رجال الحرس الجمهوري رجال المهمات الصعبة)).
وقد أبلت هذه القوات بلاء حسنا في صد الاجتياح الأمريكي للعراق، وخاصة في معركة المطار الثانية وفي معركة حصيبة غرب البلاد عندما تم دحر القوات الأمريكية.